# 馬伊什佩克市鎮

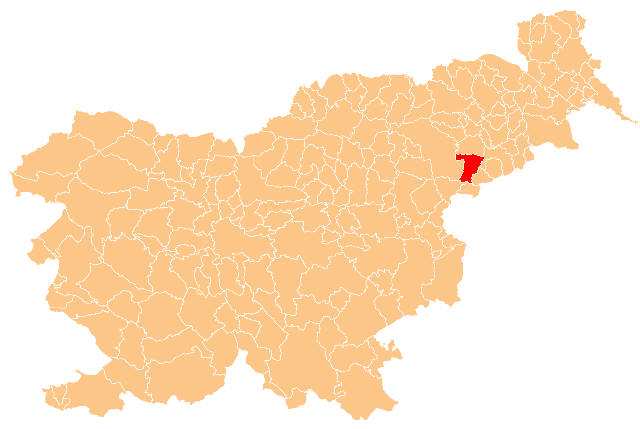
馬伊什佩克市鎮在斯洛文尼亚的位置

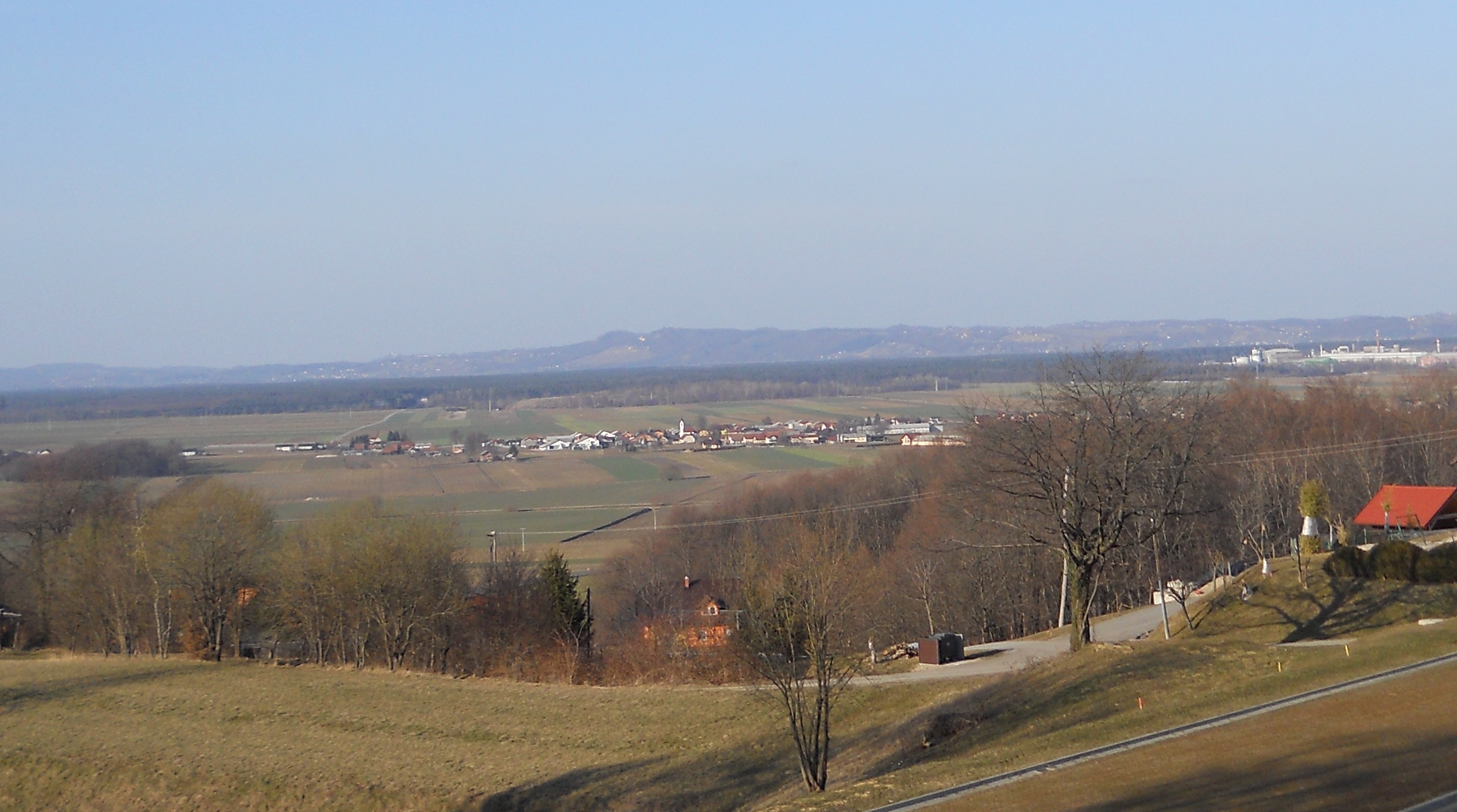
风景

馬伊什佩克市鎮，是斯洛文尼亞東北部的一個市镇，行政中心為馬伊什佩克。距離普圖伊約16公里，面積72.8平方公里，受溫帶大陸性濕潤氣候影響，2002年人口4,005。

## 外部連結
- 官方网站  （斯洛文尼亚文）
- Municipality of Majšperk at Geopedia （页面存档备份，存于）